# سیارک ۱۷۸۰
سیارک ۱۷۸۰ (به انگلیسی: 1780 Kippes، نامگذاری:A906RA) هزار و هفتصد و هشتادمین سیارک کشف شده‌است که در ۱۲ سپتامبر ۱۹۰۶ و در هایدلبرگ کشف شد.
قدر مطلق سیارک برابر ۱۰٫۶۸ است.